# NGC 910
NGC 910 је елиптична галаксија у сазвежђу Андромеда која се налази на NGC листи објеката дубоког неба.
Деклинација објекта је + 41° 49' 27" а ректасцензија 2h 25m 26,8s. Привидна величина (магнитуда) објекта NGC 910 износи 12,2 а фотографска магнитуда 13,2. NGC 910 је још познат и под ознакама UGC 1875, MCG 7-6-14, CGCG 539-17, PGC 9201.